# Jeferson Cruz
Jeferson Barbosa da Cruz (* 8. April 1999) ist ein brasilianischer Fußballspieler.

## Karriere
Cruz kam 2017 aus der Jugend des EC Vitória nach Österreich zum Regionalligisten FC Dornbirn 1913. Sein Debüt in der Regionalliga gab er im Juli 2017, als er am zweiten Spieltag der Saison 2017/18 gegen den FC Alberschwende in der Startelf stand und in der 66. Minute durch Kilian Madlener ersetzt wurde. In jenem Spiel, das 2:2 endete, erzielte Cruz den Treffer zur zwischenzeitlichen 1:0-Führung für Dornbirn. Im August 2017 erzielte er bei einem 6:1-Sieg gegen den SV Seekirchen 1945 erstmals zwei Tore in einem Spiel für Dornbirn. Zu Saisonende hatte er 20 Regionalligaspiele zu Buche stehen, in denen er sieben Tore erzielte.
Im Sommer 2018 wechselte er zu den viertklassigen Amateuren des SC Austria Lustenau. Sein erstes Spiel in der Vorarlbergliga absolvierte er im Juli 2018 bei einem 5:0-Sieg gegen den FC Andelsbuch. In jenem Spiel erzielte er auch seinen ersten Treffer für Lustenau II.
Im August 2018 stand Cruz gegen den SV Horn erstmals im Kader der Profis. Sein Debüt in der 2. Liga gab er im September 2018, als er am sechsten Spieltag der Saison 2018/19 gegen den FC Liefering in der 88. Minute für Sandro Djuric eingewechselt wurde. In der Winterpause der Saison 2018/19 verließ er Lustenau.
Nach einem halben Jahr ohne Verein wechselte er im August 2019 nach Armenien zum Erstligisten FC Jerewan.